# Tausend und eine Nacht (Walzer)
Tausend und eine Nacht ist ein Walzer von Johann Strauss Sohn (op. 346). Das Werk wurde im Jahr 1871 komponiert und am 12. März des gleichen Jahres unter der Leitung von Eduard Strauß im Konzertsaal des Wiener Musikvereins uraufgeführt.